# Enrico Poitschke
Enrico Poitschke (Görlitz, 23 agosto 1969) è un dirigente sportivo ed ex ciclista su strada tedesco.

## Palmarès

### Strada
- 2001 (Team Wiesenhof, quattro vittorie)

3ª tappa Ringerike Grand Prix (Hønefoss > Hønefoss)
5ª tappa Ringerike Grand Prix (Hønefoss > Hønefoss)
Classifica generale Ringerike Grand Prix
4ª tappa Corsa della Pace (Bystrzyca Kłodzka > Olomouc)

#### Altri successi
- 1993 (Dilettanti)

Rund um das Michelstädter Rathaus
- 2001 (Team Wiesenhof)

Criterium Monaco di Baviera
Criterium Hof
- 2003 (Team Wiesenhof)

Rund um die Hainleite

## Piazzamenti

### Grandi Giri
- Giro d'Italia

2008: ritirato (6ª tappa)
- Tour de France

2007: 131º
- Vuelta a España

2006: 133º

### Classiche monumento
- Milano-Sanremo

2006: ritirato
- Giro delle Fiandre

2005: ritirato
2006: 87º
- Parigi-Roubaix

2006: 27º
2008: ritirato